# آروبا نتورکس
آروبا نتورکس (انگلیسی: Aruba Networks) شرکت سخت‌افزار آمریکایی است، که در سال ۲۰۰۲ تأسیس شد.